# The Freewheelin' Bob Dylan
The Freewheelin' Bob Dylan je druhé studiové album amerického písničkáře Boba Dylana, vydané v roce 1963 u Columbia Records.

## Seznam skladeb
Všechny skladby napsal Bob Dylan, není-li uvedeno jinak.

### Strana 1
1. "Blowin' in the Wind" – 2:48
2. "Girl from the North Country" – 3:22
3. "Masters of War" – 4:34
4. "Down the Highway" – 3:27
5. "Bob Dylan's Blues" – 2:23
6. "A Hard Rain's a-Gonna Fall" – 6:55

### Strana 2
1. "Don't Think Twice, It's All Right" – 3:40
2. "Bob Dylan's Dream" – 5:03
3. "Oxford Town" – 1:50
4. "Talkin' World War III Blues" – 6:28
5. "Corrine, Corrina" (Traditional) – 2:44
6. "Honey, Just Allow Me One More Chance" (Dylan, Henry Thomas) – 2:01
7. "I Shall Be Free" – 4:49

## Sestava
- Bob Dylan – kytara, harmonika, klávesy, zpěv
- Bruce Langhorne – kytara
- Howard Collins – kytara
- Leonard Gaskin – baskytara
- George Barnes – baskytara
- Gene Ramey – kontrabas
- Herb Lovelle – bicí
- Dick Wellstood – piáno